# Grand Prix Itálie 2018
Grand Prix Itálie 2018 (oficiálně Formula 1 Gran Premio Heineken d'Italia 2018) se jela na okruhu Autodromo Nazionale Monza v Monze v Itálii dne 2. září 2018. Závod byl čtrnáctým v pořadí v sezóně 2018 šampionátu Formule 1.

## Kvalifikace
| Poř.                       | No. | Jezdec            | Konstruktér               | Časy v kvalifikaci | Časy v kvalifikaci | Časy v kvalifikaci | Pořadí na startu |
| Poř.                       | No. | Jezdec            | Konstruktér               | Q1                 | Q2                 | Q3                 | Pořadí na startu |
| -------------------------- | --- | ----------------- | ------------------------- | ------------------ | ------------------ | ------------------ | ---------------- |
| 1                          | 7   | Kimi Räikkönen    | Ferrari                   | 1:20.722           | 1:19.846           | 1:19.119           | 1                |
| 2                          | 5   | Sebastian Vettel  | Ferrari                   | 1:20.542           | 1:19.629           | 1:19.280           | 2                |
| 3                          | 44  | Lewis Hamilton    | Mercedes                  | 1:20.810           | 1:19.798           | 1:19.294           | 3                |
| 4                          | 77  | Valtteri Bottas   | Mercedes                  | 1:21.381           | 1:20.427           | 1:19.656           | 4                |
| 5                          | 33  | Max Verstappen    | Red Bull Racing-TAG Heuer | 1:21.381           | 1:20.333           | 1:20.615           | 5                |
| 6                          | 8   | Romain Grosjean   | Haas-Ferrari              | 1:21.887           | 1:21.239           | 1:20.936           | 6                |
| 7                          | 55  | Carlos Sainz Jr.  | Renault                   | 1:21.732           | 1:21.552           | 1:21.041           | 7                |
| 8                          | 31  | Esteban Ocon      | Force India-Mercedes      | 1:21.570           | 1:21.315           | 1:21.099           | 8                |
| 9                          | 10  | Pierre Gasly      | Scuderia Toro Rosso-Honda | 1:21.834           | 1:21.667           | 1:21.350           | 9                |
| 10                         | 18  | Lance Stroll      | Williams-Mercedes         | 1:21.838           | 1:21.494           | 1:21.627           | 10               |
| 11                         | 20  | Kevin Magnussen   | Haas-Ferrari              | 1:21.783           | 1:21.669           |                    | 11               |
| 12                         | 35  | Sergej Sirotkin   | Williams-Mercedes         | 1:21.813           | 1:21.732           |                    | 12               |
| 13                         | 14  | Fernando Alonso   | McLaren-Renault           | 1:21.850           | 1:22.568           |                    | 13               |
| 14                         | 27  | Nico Hülkenberg   | Renault                   | 1:21.801           | Bez času           |                    | 20               |
| 15                         | 3   | Daniel Ricciardo  | Red Bull Racing-TAG Heuer | 1:21.280           | Bez času           |                    | 19               |
| 16                         | 11  | Sergio Pérez      | Force India-Mercedes      | 1:21.888           |                    |                    | 14               |
| 17                         | 16  | Charles Leclerc   | Sauber-Ferrari            | 1:21.889           |                    |                    | 15               |
| 18                         | 28  | Brendon Hartley   | Scuderia Toro Rosso-Honda | 1:21.934           |                    |                    | 16               |
| 19                         | 9   | Marcus Ericsson   | Sauber-Ferrari            | 1:22.048           |                    |                    | 18               |
| 20                         | 2   | Stoffel Vandoorne | McLaren-Renault           | 1:22.085           |                    |                    | 17               |
| 107% času vítěze: 1:26.179 |     |                   |                           |                    |                    |                    |                  |
| Zdroj:                     |     |                   |                           |                    |                    |                    |                  |

Poznámky
1. ↑  Kimi Räikkönen zajel ve třetí částí kvalifikace traťový rekord.
2. ↑  Nico Hülkenberg obdržel trest posunu o 40 míst vzad - 10 kvůli zavinění kolize v předchozím závodě a 30 míst za překročení počtu povolených pohonných jednotek.
3. ↑  Daniel Ricciardo obdržel trest posunu o 30 míst vzad za překročení počtu povolených pohonných jednotek.
4. ↑  Marcus Ericsson obdržel trest posunu o 10 míst vzad za překročení počtu povolených pohonných jednotek.

## Závod
| Poř.   | No. | Jezdec            | Konstruktér               | Počet kol | Čas/Odstoupení    | Pořadí na startu | Body |
| ------ | --- | ----------------- | ------------------------- | --------- | ----------------- | ---------------- | ---- |
| 1      | 44  | Lewis Hamilton    | Mercedes F1               | 53        | 1:16:54.484       | 3                | 25   |
| 2      | 7   | Kimi Räikkönen    | Ferrari                   | 53        | +8.705            | 1                | 18   |
| 3      | 77  | Valtteri Bottas   | Mercedes F1               | 53        | +14.066           | 4                | 15   |
| 4      | 5   | Sebastian Vettel  | Ferrari                   | 53        | +16.151           | 2                | 12   |
| 5      | 33  | Max Verstappen    | Red Bull Racing-TAG Heuer | 53        | +18.208           | 5                | 10   |
| 6      | 31  | Esteban Ocon      | Force India-Mercedes      | 53        | +57.761           | 8                | 8    |
| 7      | 11  | Sergio Pérez      | Force India-Mercedes      | 53        | +58.678           | 14               | 6    |
| 8      | 55  | Carlos Sainz Jr.  | Renault                   | 53        | +1:18.140         | 7                | 4    |
| 9      | 18  | Lance Stroll      | Williams-Mercedes         | 52        | +1 kolo           | 10               | 2    |
| 10     | 35  | Sergej Sirotkin   | Williams-Mercedes         | 52        | +1 kolo           | 12               | 1    |
| 11     | 16  | Charles Leclerc   | Sauber-Ferrari            | 52        | +1 kolo           | 15               |      |
| 12     | 2   | Stoffel Vandoorne | McLaren-Renault           | 52        | +1 kolo           | 17               |      |
| 13     | 27  | Nico Hülkenberg   | Renault                   | 52        | +1 kolo           | 20               |      |
| 14     | 10  | Pierre Gasly      | Scuderia Toro Rosso-Honda | 52        | +1 kolo           | 9                |      |
| 15     | 9   | Marcus Ericsson   | Sauber-Ferrari            | 52        | +1 kolo           | 18               |      |
| 16     | 20  | Kevin Magnussen   | Haas-Ferrari              | 52        | +1 kolo           | 11               |      |
| Ret    | 3   | Daniel Ricciardo  | Red Bull Racing-TAG Heuer | 23        | Spojka            | 19               |      |
| Ret    | 14  | Fernando Alonso   | McLaren-Renault           | 9         | Elektronika       | 13               |      |
| Ret    | 28  | Brendon Hartley   | Scuderia Toro Rosso-Honda | 0         | Kolize            | 16               |      |
| DSQ    | 8   | Romain Grosjean   | Haas-Ferrari              | 53        | Nelegální podlaha | 6                |      |
| Zdroj: |     |                   |                           |           |                   |                  |      |

Poznámky
1. ↑  Max Verstappen obdržel trest přičtení 5 sekund k času v cíli za zavinění kolize s Valtterim Bottassem.
2. ↑  Romain Grosjean byl po závodě diskvalifikován za porušení technických pravidel v oblasti podlahy jeho auta.

## Průběžné pořadí po závodě
Pohár jezdců
|  | Pořadí | Jezdec           | Body |
|  | ------ | ---------------- | ---- |
|  | 1      | Lewis Hamilton   | 256  |
|  | 2      | Sebastian Vettel | 226  |
|  | 3      | Kimi Räikkönen   | 164  |
|  | 4      | Valtteri Bottas  | 159  |
|  | 5      | Max Verstappen   | 130  |

Pohár konstruktérů
|  | Pořadí | Konstruktér               | Body |
|  | ------ | ------------------------- | ---- |
|  | 1      | Mercedes                  | 415  |
|  | 2      | Ferrari                   | 390  |
|  | 3      | Red Bull Racing-TAG Heuer | 248  |
|  | 4      | Renault                   | 86   |
|  | 5      | Haas-Ferrari              | 76   |